# Dobovišek
Dobovišek je redkejši priimek v Sloveniji, ki ga je po podatkih Statističnega urada Republike Slovenije na dan 1. januarja 2010 uporabljalo 83 oseb in je med vsemi priimki po pogostosti uporabe uvrščen na 5.104. mesto.

## Znani nosilci priimka
- Adolf Dobovišek (1907—1977), pravnik, vrhovni sodnik
- Alfonz Dobovišek (1908—1985), strokovnjak za gospodarsko problematiko železnic
- Andrej Dobovišek (*1952), farmacevt
- Andrej Dobovišek (*1980), fizik, biofizik, pedagog
- Bibijana Čujec Dobovišek (1926—2022), fizičarka, univ. profesorica v Kanadi
- Bogomir Dobovišek (1922—1988), metalurg, univerzitetni profesor
- Borut Dobovišek (*1937), gradbenik, univ. prof.
- Breda Dobovišek (*1941), krajinska arhitektka, pedagoginja
- Jure Dobovišek, glasbeni kritik
- Jurij Dobovišek, zdravnik kardiolog
- Majda Dobovišek Škodnik (1926—1990), gledališka igralka
- Marija Dobovišek (*1950), astrofizičarka?
- Milan Dobovišek (1925—2008), metalurg
- Mirko Dobovišek (*1951), matematik
- Neda Dobovišek (r. Oblak) (1909—1992), prva kulturnogeodetska inženirka pri nas
- Rudolf Dobovišek (1891—1961), pravnik, književnik in politik
- Rudolf Dobovišek ml., pisatelj (romanopisec)
- Želimir Dobovišek (1924—2017), strojni inženir, univ. prof.